# Jérémie Moles
Pour les articles homonymes, voir Moles.
Pas d'image ? Cliquez ici

a Compétitions nationales et continentales officielles uniquement.

Jérémie Moles, né le 9 novembre 1982, est un joueur de rugby à XV français qui évolue au poste de demi de mêlée au sein de l'effectif du Blagnac sporting club rugby (1,77 m pour 79 kg).

## Carrière
- 2004-2007 : Association sportive fleurantine rugby
- 2007-2010 : Blagnac SCR
- 2010-2012 :  AS Tournefeuille